# Immer ist alles schön
Immer ist alles schön ist der Debütroman der Schweizer Autorin Julia Weber. Er erschien 2017, wurde vielfach nominiert und mit mehreren Preisen ausgezeichnet, unter anderem mit dem internationalen Franz-Tumler-Literaturpreis.
2017 stand der Roman auf der Shortlist des Schweizer Buchpreises.
Der Roman erzählt von «[…] scheiternder Lebensfreude in einer geordneten Welt und davon, wie zwei Kinder versuchen, ihre eigene Logik dagegenzusetzen. Mit Anais und Bruno fügt Julia Weber der Literatur ein zutiefst berührendes Geschwisterpaar hinzu».

## Aufbau und Inhalt
Die Handlung wird während des ganzen Buches aus der Perspektive eines Ich-Erzählers erzählt. Dieser Ich-Erzähler ist mehrheitlich Anais. In manchen Passagen kommt jedoch auch ihre Mutter, Maria, als erzählende Figur zum Zug. Das Buch ist in mehrere Abschnitte unterteilt, die nicht chronologisch angeordnet sind.

### Personen
- Anais
- Bruno (nach seinem Grossvater mütterlicherseits benannt): Sohn von Maria und dem Rothaarigen, Anais’ Halbbruder
- Maria (Mutter von Anais und Bruno)
- Vater von Anais
- Oma, Mutter von Maria, «die Füchsin» (Grossmutter von Anais und Bruno)
- Fred
- Peter (Schwarm von Anais)
- Kai (Freund von Peter)
- Anais’ Vater («Er»)
- der Rothaarige (Vater von Bruno)
- «Die Freundinnen» (von Maria)
- der Riese (Sozialarbeiter)
- Frau Wendeburg; die Nachbarin
- Frank oder Paul

### Abschnitte

#### Innen
Im ersten Abschnitt lernt man Anais, Bruno und ihre Mutter kennen. Anais erzählt aus ihrem Leben. Sie erzählt vom Urlaub, in dem ihre Mutter versprochen hatte, nichts zu trinken, der am Ende nichtsdestotrotz mit Feiern endete. Sie spricht vom Alltag – ihrer Mutter, die mitten in der Nacht von der Arbeit nach Hause kam und ein neues Bild mitbrachte. Sie berichtet von der Schule und davon, dass sie in Peter verliebt sei, und auch erzählt sie von Bruno, der für sein Alter sehr viel weiss und eher still ist. Eines Nachts folgen Bruno und Anais ihrer Mutter zur Arbeit; sie sehen sie an einer Stange tanzen und wie sie vom Publikum angegafft wird. Sie treffen Fred, der auch bereits bei ihnen zuhause aufgetaucht war, der ihre Mutter ganz anders anschaut. Mit Fred fahren sie in seinem Auto um den See und essen Fisch. Dazwischen spricht Anais mit ihrer Mutter, die ihr erzählt, was sein wird, wie alles hätte sein können und dass immer alles schön sei.

#### Maria
Der zweite Abschnitt ist aus Marias Perspektive geschrieben und findet vor Anais’ Geburt statt. Maria erzählt, wie sie ungewollt schwanger wird. Sie hat grosse Probleme, sich damit abzufinden. Nach depressiven Episoden, in denen sie ihre Zukunftsträume zusammenbrechen sieht, und Diskussionen mit ihrer Mutter, entschliesst sich Maria, bei Anais’ Vater, dessen Name unbekannt bleibt, einzuziehen. Obwohl sie nicht glücklich ist und sich zunehmend in ihre Gedankenwelt zurückzieht, heiratet sie ihn schliesslich doch. Der Abschnitt endet mit der Geburt ihrer Tochter.

#### Aussen
Im dritten Abschnitt springt man zurück in die Gegenwart und in Anais’ Welt. Man erfährt von den Besuchen des Riesen, eines Sozialarbeiters, der unangenehme Fragen stellt, die das junge Mädchen richtig zu beantworten versucht. Peter scheint mehr an einem anderen Jungen, Kai, interessiert zu sein als an Anais. Es wird über Frau Wendeburg, die verwirrte ältere Nachbarin der unkonventionellen Familie, erzählt. Später erfährt man, dass sich Anais’ Mutter von Fred getrennt und ihre Arbeit gekündigt hat. Als sich ihr Alkoholproblem verschlimmert, kommt es zum Konflikt mit Bruno, der mehr zu verstehen scheint, als seine Mutter je zu ahnen wagen würde.

#### Mutter
Im vierten Abschnitt liest man wieder aus Marias Perspektive. Er beginnt mit ihrer Auseinandersetzung mit dem Muttertum. Man erfährt, wie sie sich bemüht, eine gute Mutter und Ehefrau zu sein und sich gleichzeitig immer mehr von ihren Freundinnen, ihrem Mann und ihrer Mutter distanziert. Sich gefangen in einer lieblosen Ehe fühlend, beginnt Maria eine länger andauernde Affäre mit einem rothaarigen Vereinslokalbarkeeper, mit dem sie Bruno zeugt. Noch vor Brunos Geburt zerbricht die Ehe mit Anais’ Vater. Maria zieht mit ihren Kindern aufs Land. Hier geht es ihr jedoch auch nicht besser und sie zieht schliesslich in die Wohnung, die man bereits aus Anais’ Perspektive kennt. Dort beginnt sie ihre Arbeit in der Bar bei Fred. Diese Anstellung bringt irreparable Schäden ins sowieso schon angespannte Verhältnis zwischen Maria und ihrer Mutter. Nach einem heftigen Streit in Anwesenheit der Kinder gehen Maria und ihre Mutter getrennte Wege. Der Abschnitt endet bei der Beerdigung von Marias Mutter.

#### Verschwinden
Der fünfte Abschnitt beginnt mit einem Streit zwischen Anais und ihrer Mutter. Diese beschwert sich, dass sie durch all die «Pferdesachen» daran erinnert werde, dass sie als Mutter versagt und ihren Kindern nicht die Kindheit bieten konnte, die sie sich für sie wünschte. Daraufhin entsorgt Anais alle ihre «Pferdesachen». Bruno ahmt sie nach und entsorgt später ebenfalls seine Kostbarkeiten mitsamt seiner Brille im Abfallcontainer. Danach läuft er von zuhause weg und springt von einer Brücke. Anais ist ihm gefolgt und bringt den ohne Brille fast blinden Bruno nach Hause. Anais und Bruno fertigen eine Liste mit Dingen an, die sie in ihrer Wohnung haben möchten – unter anderem Fische, Schnecken, Birken, Waldboden und vieles mehr. Am nächsten Morgen finden die beiden Kinder auf dem Küchentisch eine Karte, mit der sich Maria von ihnen verabschiedet. Bruno ist am Boden zerstört. Anais versucht, ihn abzulenken, und gemeinsam verbringen die Geschwister den Tag damit, die aufgelisteten Dinge in die Wohnung zu schaffen.

#### Nichts
Im sechsten Abschnitt wechselt die Erzählperspektive wieder zu Maria, diesmal allerdings in der Gegenwart. Sie findet sich, mit sehr schwachen Erinnerungen an den Vorabend, im Bett eines fremden Mannes wieder. An seinen Namen kann sie sich nicht mehr richtig erinnern, «entweder Frank oder Paul». Sie denkt über ihre Kinder nach, und was alles hätte sein können, wenn sie sie am vorherigen Tag nicht verlassen hätte. Sie wird sehr sentimental, kehrt jedoch trotzdem nicht zu Anais und Bruno zurück.

#### Welt
Im letzten Abschnitt flüchten Anais und Bruno in die in ihrer Wohnung erschaffene Traumwelt. Der Riese, der von der Schule über das Fernbleiben der Geschwister informiert wurde, versucht, die Kinder zu überreden, ihn in die Wohnung zu lassen. Nach einigen Tagen gewähren sie ihm dann Zutritt. Er findet den völlig kranken und abgemagerten Bruno vor. Nach einigen seiner Besuche verschanzen sich die Kinder wieder in ihrer Wohnung. Sie bleiben in der Wohnung isoliert, bis die Feuerwehr über den Balkon in die Wohnung eindringt, während der Sozialarbeiter im Innenhof wartet.

## Sprache
Die Autorin erstellt mit ihrer ureigenen Sprache eine Welt, die gleichermassen bestürzt und fasziniert. Mit dieser unglaublich dichten Sprache lässt Julia Weber die jeweiligen Parts der Mutter und der Tochter wie einen inneren Monolog erscheinen.
«Immer ist alles schön» wächst und gedeiht mit jedem Wort und nimmt an Grösse und Komplexität zu. Die ganze Geschichte wird von Motiven begleitet; die Stille, die laute Stille, in der das Unausgesprochene laut ist, sowie das «nicht gesehen werden». Die Bedeutungen formen sich und passen sich den jeweiligen Situationen an. Die naive Sprache, einhergehend mit Anais’ Wahrnehmung, spiegelt sich in der Sprache ihrer Mutter wider. Dies verbindet die Charakteristiken in diesem Roman, bildet allerdings auch sichtbare Kluften, gerade z. B. zwischen Mutter und Oma.
Trotz der seelischen und geografischen Distanz zwischen Maria und den Kindern wird die Verbindung zwischen ihnen wieder mit abstrakten Gedanken und surrealen Bildern aufgenommen.

## Rezeption
«Die Jury des Tumlerpreises 2017 prämiert ein Werk, das sich durch seine funkelnde Sprache und seinen Rhythmus ebenso auszeichnet wie durch seine Welthaltigkeit und Dringlichkeit, seinen feinen Humor und sein virtuoses Spiel mit verschiedenen Erzählperspektiven. Der Roman handelt von zwei Geschwistern. die sich um ihre unstete alleinerziehende Mutter kümmern und in diesem Prozess eine faszinierende Gegenwelt aufbauen. Das Buch ist ein beklemmendes Kammerspiel und das Zeugnis einer Geschwisterliebe, wie man sie in der Gegenwartsliteratur sonst nicht findet.»
«Geplatzte Träume, gescheiterte Hoffnungen – davon spricht dieses Buch, dessen Kosmos klein ist und doch eine Welt umfasst: eine Kindheit, die unauslöschliche Spuren zieht. Von ihr erzählt der Text so leise und gefasst, dass der Atem ins Stocken gerät.»Neue Zürcher Zeitung
«Die Autorin hat eine fast unheimliche Kontrolle über ihre ästhetischen Mittel. Jedes Wort sitzt, gemäß den ästhetischen Gesetzen, die dieser Roman sich selbst gibt. Die Autorin gibt uns keine Erklärung für die Katastrophe, in die sie ihre drei Figuren führt, niemand ist schuld, nicht einmal die Gesellschaft. Oder fehlt in einer Gesellschaft, in der immer alles schön ist, das Wesentliche? Diese Geschichte, die so einfach und doch so rätselhaft erzählt wird, müsste zum Himmel schreien, umso mehr, als solche Geschichten in Wirklichkeit öfter vorkommen, als man denken würde.» Süddeutsche Zeitung
«Das Buch entwickelt eine unglaubliche Sogkraft vom Anfang bis zum Schluss und wird immer trauriger, gerade deswegen, weil diese Traurigkeit nie direkt angesprochen wird, sondern immer nur durchdringt zwischen schönen Bildern und Wörtern. Die Wörter ‹schön› und ‹gut› kommen oft vor, in immer anderen Kontexten, als Wunschträume, als Schöngeredetes, als Augenblicke des Glücks, als Ausreden, als Wiedergutmachungen, als Beleidigungen, als Zeichen der Unsagbarkeit, der Verzweiflung, als Komplimente. ‹Immer ist alles schön› ist eine wunderbare Meditation über die einfachen und doch schönsten Wörter, über das Leben und über das, was hätte sein können. Ein schönes Buch.» Martina Keller auf viceversalitterature.ch

## Auszeichnungen und Nominationen
- Alfred Döblin-Medaille (lobende Erwähnung)[8]
- Franz-Tumler-Literaturpreis[9]
- Droste-Förderpreis[10]
- Terra-Nova-Literaturpreis[11]
- Nomination Schweizer Buchpreis[12]
- Nomination Rauriser Literaturpreis[13]
- Conrad-Ferdinand-Meyer-Preis[14]

## Textausgaben
- Julia Weber: Immer ist alles schön, Roman, 256 Seiten, Leinen mit Schutzumschlag, gebunden, 30 Zeichnungen – Limmat Verlag, 3. Auflage, Februar 2017, ISBN 978-3857918230